# Aades cultratus
Espèce
Synonymes
- voir le paragraphe #Synonymes.

Aades cultratus est une espèce de la famille des Curculionidae.

## Classification
Le nom valide complet (avec auteur) de ce taxon est Aades cultratus (J.C.Fabricius, 1775).
L'espèce a été initialement classée dans le genre Curculio sous le protonyme Curculio cultratus J.C.Fabricius, 1775.

### Synonymes
Aades cultratus a pour synonymes :
- Chrysolopus bi-cristatus Dejean & P.F.M.A., 1821
- Chrysolopus bicristatus (J.C.Fabricius, 1802)
- Curculio bicristatus J.C.Fabricius, 1802
- Curculio cultratus J.C.Fabricius, 1775
- Rhynchaenus bicristatus (J.C.Fabricius, 1802)
- Rhynchaenus cultratus (J.C.Fabricius, 1775)